# Кунжек (деревня)
Кунжек (Кунжик Каксе) — деревня в Кильмезском районе Кировской области России. Входит в состав Вихаревского сельского поселения.

## География
Деревня находится в юго-восточной части региона, в зоне хвойно-широколиственных лесов, по берегу реки Кунжек и её безымянного притока. Есть пруд.
Уличная сеть
представлена улицами Солнечная (идёт к окраине деревни Вихарево, административного центра поселения) и Нагорная.
Географическое положение
Близнаходящиеся населённые пункты (стрелка — направление, расстояния в километрах — по прямой)
- д. Вихарево (↖ 1.6 км)
- д. Силкино (↙ 2.3 км)
- д. Бадвайка (↘ 2.8 км)
- д. Малиновка (↓ 3.2 км)
- д. Лощина (↑ 3.5 км)
- д. Сосновка (↑ 4 км)
- д. Кочурово (↙ 4.1 км)
- д. Скоба (↙ 4.2 км)
- д. Денисово (← 4.4 км)
- д. Яшкино (← 4.4 км)
- д. Александровка (↖ 4.5 км)
- д. Янга-Турмыш (↓ 4.8 км)
- д. Восточная Долина (↓ 4.8 км)
- д. Боринка (↗ 4.9 км)
- д. Поддубное (↑ 5 км)
- д. Ново-Троицкое (↙ 5.6 км)
- д. Безводное (→ 5.6 км)
- д. Никольское (← ≈6 км)
- д. Кривоглазово (← 6 км)
- д. Иванково (↖ 6 км)

Климат
Климат характеризуется как умеренно континентальный, с тёплым летом и умеренно суровой снежной зимой. Среднегодовая температура — 2,2 °C. Средняя температура воздуха самого холодного месяца (января) составляет −14 °C (абсолютный минимум — −49 °С); самого тёплого месяца (июля) — 18,5 °C (абсолютный максимум — 39 °С). Безморозный период длится в течение 126—131 дня. Годовое количество атмосферных осадков — 500—525 мм, из которых 313—426 мм выпадает в тёплый период года. Снежный покров держится в течение 150—180 дней.

## История
Первое упоминание — о Кунжик Каксе (Казанская губерния,	Арская дорога, Вотская дорога), сотня татарина Бегашка Ямеева, сотня татарина Бегашка Ямеева, что была вотяка Янтуганки Матвеева приводит Ландратская перепись, 1716—1717 г. (место хранения: РГАДА 350-1-147)

## Население
| 2010 |
| ---- |
| 80   |

Национальный и гендерный состав
Проживали к 1717 г. в пяти дворах 12 мужчин, 14 женщин, удмурты
Согласно результатам переписи 2002 года, в национальной структуре населения удмурты составляли 82 % из 117 чел. Мужчин — 59, женщин — 58.

## Инфраструктура
Личное подсобное хозяйство.

## Транспорт
Просёлочные дороги.